# マイク・ブロードウェイ
マイケル・アレン・ブロードウェイ（Michael Allen Broadway、1987年3月30日 - ）は、アメリカ合衆国・ケンタッキー州マクラッケン郡パデューカ出身の元プロ野球選手（投手）。右投右打。
愛称は大柄な身体と90mph後半の速球を投げることからボーン・クラッシャー（Bone Crusher）」。

## 経歴

### プロ入りとマイナー時代
2005年のMLBドラフト4巡目（全体137位）でアトランタ・ブレーブスから指名され、プロ入り。ブレーブス、サンディエゴ・パドレス、ワシントン・ナショナルズ傘下のマイナーチームでプレー。アレックス・ラミレスの現役選手時代には、ベネズエラのウィンターリーグで同じチームに所属していた。

### ジャイアンツ時代
2014年のシーズン前にサンフランシスコ・ジャイアンツと契約。
2015年6月12日にメジャーリーグへ初昇格。アリゾナ・ダイヤモンドバックス戦で公式戦デビューを果たすと、1イニングを無失点に抑えた。7月3日にジャイアンツ傘下のAAA級サクラメント・リバーキャッツへ降格。メジャーリーグ公式戦では、通算21試合の登板で、0勝2敗・防御率5.19という成績にとどまった。
2016年には、ジョージ・コントスの故障に伴って、4月19日にメジャーリーグへ再昇格。公式戦4試合に登板したが、通算5回3分の1イニングで防御率11.81を記録するなど振るわず、AAA級サクラメントへ再び降格した。7月4日付で自由契約。

### DeNA時代
2016年7月14日に、ラミレスが一軍監督を務めるNPBの横浜DeNAベイスターズと契約したことが、球団から発表された。中継ぎ投手としての起用を念頭に置いた契約で、背番号は97。

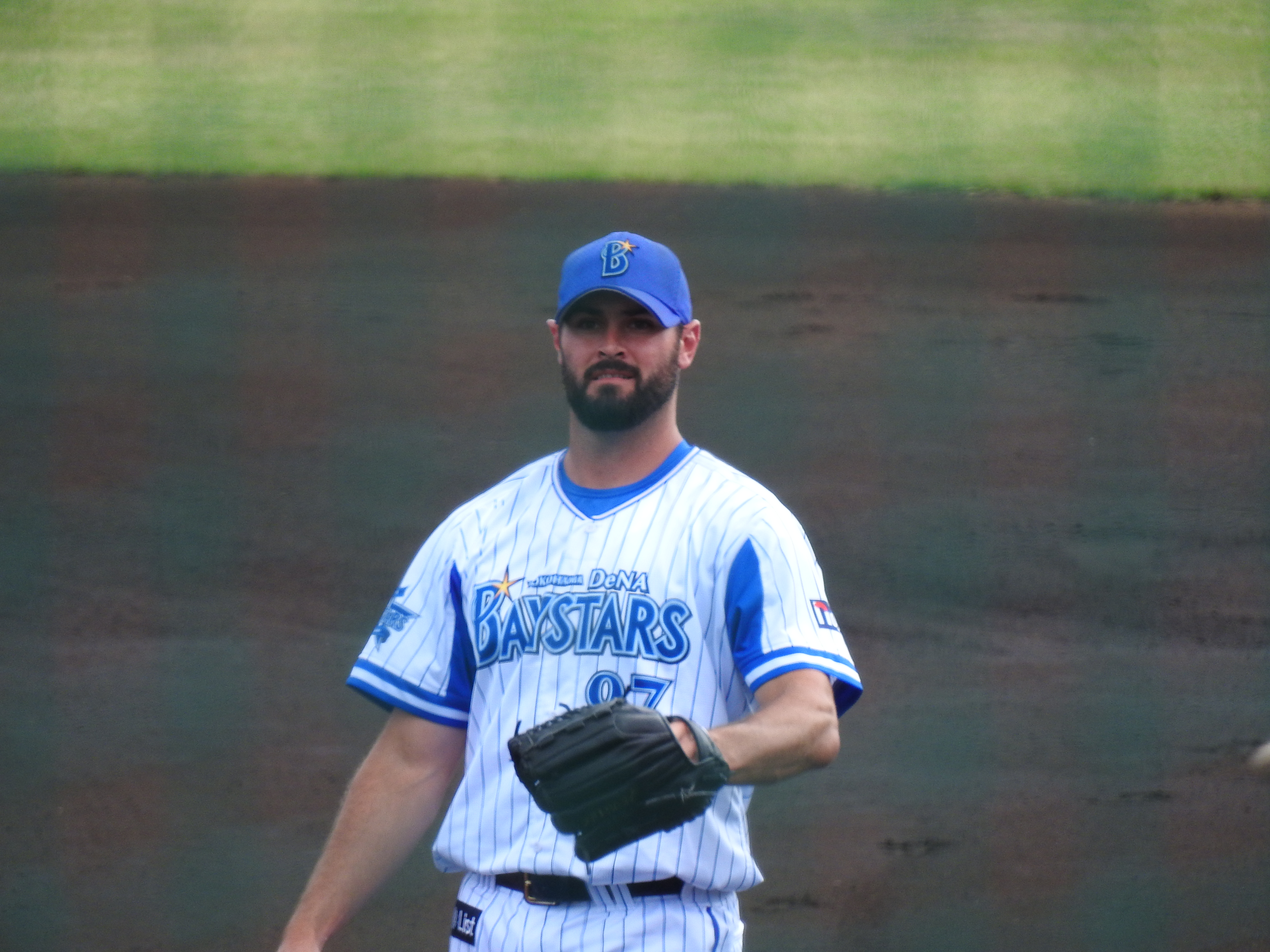
横浜DeNAベイスターズ時代
(2016年8月12日)

契約後の8月17日には、対東京ヤクルトスワローズ戦（明治神宮野球場）の7回裏から、救援投手として一軍デビュー。最初に対戦したウラディミール・バレンティンへの初球でソロ本塁打を浴びると、その後も自身の失策などもあり、1イニングを自責点1ながら5失点を喫した。セントラル・リーグの公式戦に初めて登板した投手が、最初に対戦した打者への初球で本塁打を浴びた事例は、このシーズン序盤の3月31日にカイル・デイビーズ（ヤクルト）が記録したことに次いで史上3例目。一軍公式戦には、通算5試合の登板で防御率4.50を記録した。チームは史上初のクライマックスシリーズ進出を決めたが、自身は8月31日に出場選手登録を抹消されると、一軍へ復帰できないままポストシーズンを前にアメリカへ帰国。同シリーズ終了後の10月17日には、選手契約を更新しないことが球団から発表された。

### DeNA退団後
2016年12月13日にナショナルズとマイナー契約を結び、翌年のスプリングトレーニングに招待選手として参加することになった。
2017年は開幕から傘下のAAA級シラキュース・チーフスでプレーしていたが、5月31日に自由契約となった。6月22日にタンパベイ・レイズとマイナー契約を結び、傘下のAA級モンゴメリー・ビスケッツへ配属された。オフの11月6日にFAとなった。12月15日にカンザスシティ・ロイヤルズとマイナー契約を結んだ。
2018年6月12日に解雇となり、6月30日にタンパベイ・レイズとマイナー契約を結んだ。
2019年は独立リーグ・アトランティックリーグのサマセット・ペイトリオッツと契約。7月19日に現役引退を表明した。
2021年5月28日にアトランティックリーグのウェストバージニア・パワーと契約を結び、現役復帰を果たす。パワーでは10登板で、6月22日に放出されるまで防御率1.42と安定していた。25日にメキシカンリーグのユカタン・ライオンズと契約を結んだ。

## 投球スタイル
身長196cmの長身から投じる最速158km/hの速球に、スライダーを織り交ぜる力投型の大型右腕。

## 詳細情報

### 年度別投手成績
| 年 度    | 球 団    | 登 板 | 先 発 | 完 投 | 完 封 | 無 四 球 | 勝 利 | 敗 戦 | セ 丨 ブ | ホ 丨 ル ド | 勝 率 | 打 者 | 投 球 回 | 被 安 打 | 被 本 塁 打 | 与 四 球 | 敬 遠 | 与 死 球 | 奪 三 振 | 暴 投 | ボ 丨 ク | 失 点 | 自 責 点 | 防 御 率 | W H I P |
| -------- | -------- | ----- | ----- | ----- | ----- | -------- | ----- | ----- | -------- | ----------- | ----- | ----- | -------- | -------- | ----------- | -------- | ----- | -------- | -------- | ----- | -------- | ----- | -------- | -------- | ------- |
| 2015     | SF       | 21    | 0     | 0     | 0     | 0        | 0     | 2     | 0        | 2           | .000  | 77    | 17.1     | 20       | 1           | 7        | 1     | 1        | 13       | 1     | 0        | 10    | 10       | 5.19     | 1.56    |
| 2016     | SF       | 4     | 0     | 0     | 0     | 0        | 0     | 0     | 0        | 0           | ----  | 25    | 5.1      | 9        | 2           | 1        | 0     | 0        | 4        | 0     | 0        | 7     | 7        | 11.81    | 1.88    |
| 2016     | DeNA     | 5     | 0     | 0     | 0     | 0        | 0     | 0     | 0        | 0           | ----  | 29    | 6.0      | 7        | 3           | 2        | 0     | 0        | 3        | 0     | 0        | 7     | 3        | 4.50     | 1.50    |
| MLB：2年 | MLB：2年 | 25    | 0     | 0     | 0     | 0        | 0     | 2     | 0        | 2           | .000  | 102   | 22.2     | 29       | 3           | 8        | 1     | 1        | 17       | 1     | 0        | 17    | 17       | 6.75     | 1.63    |
| NPB：1年 | NPB：1年 | 5     | 0     | 0     | 0     | 0        | 0     | 0     | 0        | 0           | ----  | 29    | 6.0      | 7        | 3           | 2        | 0     | 0        | 3        | 0     | 0        | 7     | 3        | 4.50     | 1.50    |

- 2021年度シーズン終了時

NPB
- 初登板：2016年8月17日、対東京ヤクルトスワローズ18回戦（明治神宮野球場）、7回裏に2番手で救援登板、1回5失点（自責点1）
- 初奪三振：2016年8月23日、対阪神タイガース17回戦（横浜スタジアム）、8回裏に中谷将大から空振り三振
- 初登板で対戦した第一打者の初球で被本塁打：「初登板」の項を参照、7回表無死からウラディミール・バレンティンに左越本塁打。NPB史上7人目の記録で、セントラル・リーグ公式戦では3人目[6]。

### 背番号
- 57（2015年 - 2016年途中）
- 97（2016年途中 - 同年終了）